# Mantella betsileo
Mantella betsileo é uma espécie de anfíbio da família Mantellidae.
É endémica de Madagáscar.
Os seus habitats naturais são: florestas secas tropicais ou subtropicais , savanas áridas, savanas húmidas, matagal árido tropical ou subtropical, rios, marismas de água doce, marismas intermitentes de água doce, jardins rurais, florestas secundárias altamente degradadas, lagoas e canais e valas.
Está ameaçada por perda de habitat.